# Torre (Padova)
Torre è un rione di Padova, facente parte del Quartiere n. 3 Est.
Si colloca all'estremità nordorientale del centro, presso la riva destra del Brenta (dall'altra parte del fiume sorge Cadoneghe).
Le prime notizie sul borgo risalgono al IX secolo. Il toponimo si riferisce a una torre difensiva eretta in epoca bizantina e oggi scomparsa, forse inglobata nella parrocchiale.

## Monumenti e luoghi d'interesse

### Parrocchiale
Intitolata all'arcangelo Michele, ha origini antichissime. Infatti, i reperti dimostrano che esisteva a Torre una chiesa già nell'VIII secolo. Nel medioevo rappresentò un'importante pieve con giurisdizione sulle cappelle distribuite tra Noventa e Tavo.
L'attuale costruzione risale al XVIII secolo ed è uno dei più interessanti esempi di architettura barocca presenti a Padova.

### Oratorio Gaudio
In via Fornaci, è ciò che resta di villa Gaudio, un antico palazzo come altri demolito durante i lavori di arginatura del Brenta (XIX secolo). In stile rococò, risale al 1780, ma l'altare e le statue che lo ornano sono secenteschi.